# Bora
För andra betydelser, se Bora (olika betydelser).

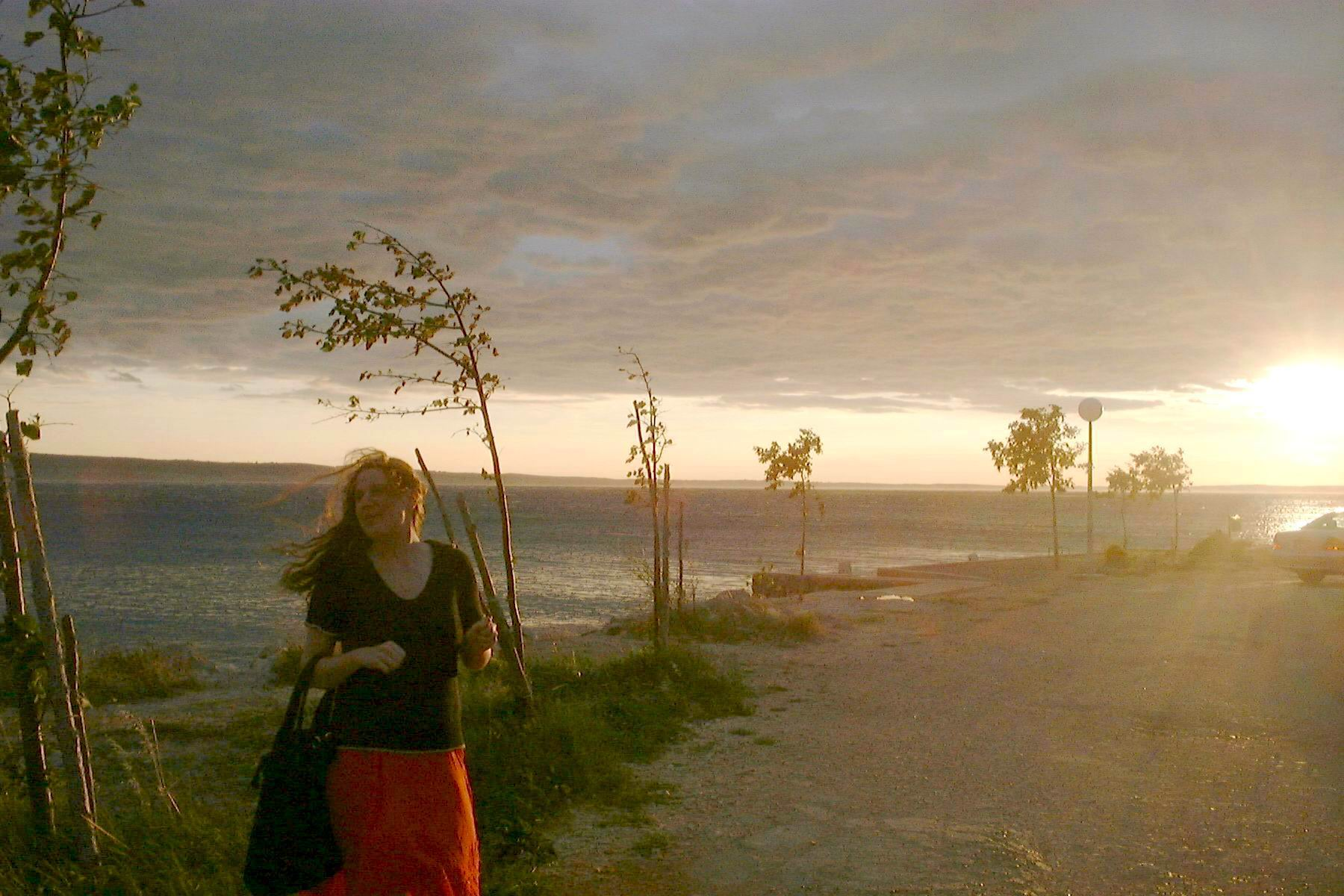
Boravinden i Kroatien

Bora (kroatiska: bura, slovenska: burja, bulgariska: буран, grekiska: βοράς, turkiska: bora) är en torr fallvind som finns vid Adriatiska havet, Turkiet, Grekland, Kroatien och Ryssland.
Bora är en nord- till nordöstlig katabatisk vind, och dess namn kommer av vindguden Boreas – nordanvinden – i den grekiska mytologin. Boreas är även ursprunget till Kung Bore.
I Trieste (Italien) där boran kan nå hastigheter upp till 40 m/s är gatorna försedda med handtag och rep som hjälp åt fotgängare.
Bora chiara (ljus bora) kallas vinden vid klar himmel och Bora scura (mörk bora) då det är mulet. Vinden kan komma plötsligt i form av våldsamma vindbyar, dock endast vintertid när den kalla luften från Östeuropa sjunker hastigt när den möter den varmare luften från Adriatiska havet.